# Nysch
Nysch är Bazar Blås tredje studioalbum, utgivet 2004.

## Låtlista
1. Grannlåten (Björn Meyer) – 3:19
2. Mulven (Johan Hedin) – 7:18
3. Andalus (Björn Meyer) – 3:41
4. Syster Ararat (Björn Meyer) – 5:08
5. Nypolskan (Björn Meyer) – 4:07
6. RIQ (Johan Hedin) – 5:00
7. Kebabchichi (Björn Meyer) – 5:03
8. Pôselåten (Johan Hedin) – 2:11
9. ROD-polskan (Björn Meyer) – 4:18
10. Nysch (Björn Meyer) – 6:27
11. Framedrumsolo (Fredrik Gille) – 3:24
12. Vilnius (Johan Hedin) – 5:49

## Medverkande
- Björn Meyer – bas
- Johan Hedin – nyckelharpa
- Fredrik Gille – slagverk

## Utmärkelser
Nysch tilldelades priset Danish Music Awards för bästa utländska folkmusikgrupp.